# MBDA
MBDA (Matra BAE Dynamics Aérospatiale) — промислова компанія в аерокосмічній та оборонній галузях, європейський лідер у розробці ракет та ракетної зброї.
Це спільне підприємство компаній Airbus (37,5%), BAE Systems (37,5%) і Leonardo S.p.A. (25%), яке було утворено в результаті злиття Matra BAe Dynamics, Aérospatiale Matra Missiles і Alenia Marconi Systems у грудні 2001 року.
Станом на 2023 рік компанія мала 15 000 співробітників у 6 країнах та 90 замовників (збройних сил). Згідно фінансовому звіту 2023 року виторг склав 4,5 млрд € та об'єм замовлень був 9,9 млрд €.

## Підрозділи
- Велика Британія: Бедфордшир, Болтон, Бристоль, Стренд, 11 у Лондоні (британська штаб-квартира), Хартфордшир

- Німеччина: Ульм, Унтершлайсхайм, Шробенхаузен

- Італія: Неаполь, Рим, Специя

- Франція: Бурж, Ле-Плессі-Робинсон (французька штаб-квартира) в Парижі.

## Продукція
- Ракети класу "повітря-повітря":
  - ASRAAM — короткий радіус, з ІЧ-наведенням
  - MBDA Meteor — дальній радіус
  - MICA — середньої дальності, з ІЧ та радарним наведенням
- Ракети класу "земля-повітря" та ЗРК:
  - Mistral — переносний зенітно-ракетний комплекс
  - MBDA Aster — середньої та великої дальності
  - Aspide Mk.1 — середньої дальності
  - Rapier
  - Sea Wolf
  - PAAMS
- Ракети класу "повітря-земля":
  - MBDA Apache (похідні, напр. Storm Shadow)
  - AS-30L — лазерного наведення
  - MBDA PGM 500 та PGM 2000
  - Air-Sol Moyenne Portée — французька термоядерна ракета
- Протикорабельні ракети :
  - Exocet
  - Otomat
  - Marte
  - Sea Skua
  - Perseus — Перспективна ПКР
- Протитанкові ракети :
  - Мілан (ПТРК)
  - ERYX (ПТРК) — короткий радіус
  - Brimstone (ПТРК) — авіаційна
  - HOT (ПТРК)
  - Enforcer